# Kamyszewo (obwód nowosybirski)
Kamyszewo (ros. Камышево) – wieś (sieło) w Rosji, w obwodzie nowosybirskim, w rejonie ust-tarckim. W 2010 liczyła 392 mieszkańców.